# Нова Весь (Всховський повіт)
Нова Весь (пол. Nowa Wieś) — село в Польщі, у гміні Всхова Всховського повіту Любуського воєводства.
Населення — 261 особа (2011).
У 1975-1998 роках село належало до Лешненського воєводства.

## Демографія
Демографічна структура станом на 31 березня 2011 року:
|          | Загалом | Допрацездатний вік | Працездатний вік | Постпрацездатний вік |
| -------- | ------- | ------------------ | ---------------- | -------------------- |
| Чоловіки | 139     | 35                 | 95               | 9                    |
| Жінки    | 122     | 26                 | 76               | 20                   |
| Разом    | 261     | 61                 | 171              | 29                   |